# ميخائيل برين (مغني)
ميخائيل برين هو مغني كندي، ولد في 1960 في نيكوليت في كندا.